# Supercopa de Italia 2007
La Supercopa de Italia 2007 fue la 20ª edición de la Supercopa de Italia, que enfrentó a los ganadores de la Serie A y de la Copa Italia. El partido se jugó en el Estadio Giuseppe Meazza el 19 de agosto de 2007. La AS Roma se quedó con el trofeo al derrotar por 1-0 al Inter de Milán.

## Equipos participantes
| Inter de Milán |  |  |  | Campeón de la (Serie A 2006-07)     |
| AS Roma        |  |  |  | Campeón de la (Copa Italia 2006-07) |

## Partido
| 12         | POR        | Júlio César        |     |
| 16         | DEF        | Nicolás Burdisso   | 87' |
| 23         | DEF        | Marco Materazzi    |     |
| 26         | DEF        | Cristian Chivu     |     |
| 2          | DEF        | Iván Córdoba       |     |
| 4          | MED        | Javier Zanetti     |     |
| 14         | MED        | Patrick Vieira     | 67' |
| 5          | MED        | Dejan Stanković    |     |
| 15         | MED        | Olivier Dacourt    | 53' |
| 29         | DEL        | David Suazo        |     |
| 8          | DEL        | Zlatan Ibrahimović |     |
| Entrenador | Entrenador | Roberto Mancini    |     |

| 32         | POR        | Doni              |       |
| 77         | DEF        | Marco Cassetti    |       |
| 5          | DEF        | Philippe Mexès    |       |
| 2          | DEF        | Christian Panucci |       |
| 22         | DEF        | Max Tonetto       |       |
| 16         | MED        | Daniele De Rossi  |       |
| 11         | MED        | Rodrigo Taddei    |       |
| 8          | MED        | Alberto Aquilani  |       |
| 14         | DEL        | Ludovic Giuly     | 78'   |
| 10         | DEL        | Francesco Totti   |       |
| 9          | DEL        | Mirko Vučinić     | 90+1' |
| Entrenador | Entrenador | Luciano Spalletti |       |

| 7  | MED | Luís Figo         | 53' |
| 19 | MED | Esteban Cambiasso | 67' |
| 9  | DEL | Julio Cruz        | 87' |

| 33 | MED | Matteo Brighi | 78'   |
| 28 | DEF | Aleandro Rosi | 90+1' |

| Anotado · Penal | 78' | Daniele De Rossi | 0–1 |

| Amonestado | 26' | Zlatan Ibrahimović |
| Amonestado | 32' | Dejan Stanković    |
| Amonestado | 58' | Marco Materazzi    |

| Amonestado | 21' | Max Tonetto       |
| Amonestado | 32' | Christian Panucci |
| Amonestado | 43' | Philippe Mexès    |
| Amonestado | 89' | Doni              |

|  |

| Expulsado | ' | Simone Perrotta |

| Árbitro             | Roberto Rosetti |
| Árbitros asistentes | Bandera de ?    |
| Árbitros asistentes | Paolo Calcagno  |

| 12         | POR        | Júlio César        |     |
| 16         | DEF        | Nicolás Burdisso   | 87' |
| 23         | DEF        | Marco Materazzi    |     |
| 26         | DEF        | Cristian Chivu     |     |
| 2          | DEF        | Iván Córdoba       |     |
| 4          | MED        | Javier Zanetti     |     |
| 14         | MED        | Patrick Vieira     | 67' |
| 5          | MED        | Dejan Stanković    |     |
| 15         | MED        | Olivier Dacourt    | 53' |
| 29         | DEL        | David Suazo        |     |
| 8          | DEL        | Zlatan Ibrahimović |     |
| Entrenador | Entrenador | Roberto Mancini    |     |

| 32         | POR        | Doni              |       |
| 77         | DEF        | Marco Cassetti    |       |
| 5          | DEF        | Philippe Mexès    |       |
| 2          | DEF        | Christian Panucci |       |
| 22         | DEF        | Max Tonetto       |       |
| 16         | MED        | Daniele De Rossi  |       |
| 11         | MED        | Rodrigo Taddei    |       |
| 8          | MED        | Alberto Aquilani  |       |
| 14         | DEL        | Ludovic Giuly     | 78'   |
| 10         | DEL        | Francesco Totti   |       |
| 9          | DEL        | Mirko Vučinić     | 90+1' |
| Entrenador | Entrenador | Luciano Spalletti |       |

| 7  | MED | Luís Figo         | 53' |
| 19 | MED | Esteban Cambiasso | 67' |
| 9  | DEL | Julio Cruz        | 87' |

| 33 | MED | Matteo Brighi | 78'   |
| 28 | DEF | Aleandro Rosi | 90+1' |

| Anotado · Penal | 78' | Daniele De Rossi | 0–1 |

| Amonestado | 26' | Zlatan Ibrahimović |
| Amonestado | 32' | Dejan Stanković    |
| Amonestado | 58' | Marco Materazzi    |

| Amonestado | 21' | Max Tonetto       |
| Amonestado | 32' | Christian Panucci |
| Amonestado | 43' | Philippe Mexès    |
| Amonestado | 89' | Doni              |

|  |

| Expulsado | ' | Simone Perrotta |

| Árbitro             | Roberto Rosetti |
| Árbitros asistentes | Bandera de ?    |
| Árbitros asistentes | Paolo Calcagno  |

| Supercopa de Italia    |
|                        |
| Campeón Roma 2º título |